# Sepp Kuss
Sepp Kuss, nascido a 13 de setembro de 1994, é um ciclista estadunidense nascido em Durango, membro da equipa Team Jumbo-Visma.Venceu a Volta a Espanha de 2023.

## Palmarés
2016
- 1 etapa do Tour de Beauce
- 1 etapa do Redlands Bicycle Classic

2018
- Tour de Utah, mais 3 etapas

## Resultados nas Grandes Voltas e Campeonatos do Mundo
| Carreira           | 2016 | 2017 | 2018 | 2019 | 2020 | 2021 | 2022 | 2023 |
| ------------------ | ---- | ---- | ---- | ---- | ---- | ---- | ---- | ---- |
| Giro d'Italia      | -    | -    | -    | 56º  | -    | -    | -    | 14º  |
| Tour de France     | -    | -    | -    | -    | 15º  | 32º  | 17º  | 12º  |
| Volta a Espanha    | -    | -    | 65º  | 29º  | 16º  | 8º   | Ab.  | 1    |
| Mundial em Estrada | -    | -    | Ab.  | -    |      |      |      |      |

-: não participa 

Ab.: abandono 